# Royston (South Yorkshire)
Royston è un paese della contea del South Yorkshire, in Inghilterra.